# Blue (Da Ba Dee)
Pour les articles homonymes, voir Blue.
Singles de Eiffel 65
Too Much of Heaven
(1999)
Blue (Da Ba Dee) est une chanson interprétée par le groupe italien Eiffel 65 sur leur premier single, extrait de leur premier album Europop (it),

## Historique
Cette chanson est l'un des singles les plus populaires du groupe sur la scène internationale, atteignant la place de numéro un dans de nombreux pays comme l'Irlande, le Royaume-Uni, les Pays-Bas, la France, la Suède, la Suisse, la Nouvelle-Zélande, la Norvège, l'Australie et l'Allemagne, et le sixième rang sur le Billboard Hot 100 aux États-Unis.
Au Royaume-Uni, la chanson est entrée directement dans le Top 40 des ventes de disques d'importation. Ce n'est que le troisième single à avoir réalisé une telle performance.

## Liste des pistes
| 1. | Blue (Da Ba Dee) (Blue Ice Pop Radio Edit)  | 03:29 |
| 2. | Blue (Da Ba Dee) (DJ Ponte Ice Pop Mix)     | 06:26 |
| 3. | Blue (Da Ba Dee) (Hannover Remix)           | 06:24 |
| 4. | Blue (Da Ba Dee) (Dub Mix)                  | 04:48 |
| 5. | Blue (Da Ba Dee) (Ice Pop Instrumental Mix) | 06:27 |
| 6. | Blue (Da Ba Dee) (Blue Paris Remix)         | 07:42 |

| 1. | Blue (Da Ba Dee) (Blue Ice Pop Radio Edit) | 03:29 |
| 2. | Blue (Da Ba Dee) (DJ Ponte Ice Pop Mix)    | 06:26 |

## Reprises
La chanson Blue a été reprise de nombreuses fois. En voici quelques exemples :
- Sugar de Flo Rida (2009)
- Feeling So Blue par le projet dance allemand Michael Mind Project (2012)
- Blue (Da Ba Dee) de Sound Of Legend (2016)
- La blue de Naps (2017)
- Some Say de Nea (2019)
- Ne reviens pas de Gradur et Heuss l'Enfoiré[2] (2019)
- Auto blu (2020) de Eiffel 65 et Shiva (2020)
- Blue (Da Be Dee) de Tom Rosenthal pour son album de reprises Stop Stealing The Covers! (2020)
- Blue (version reggae live) de Poupie (2020)
- Blue (Turns to Red) de Fleshgod Apocalypse (2021)
- I'm Good (Blue) de David Guetta & Bebe Rexha (2022)
- Endless Fashion de Lil Uzi Vert et Nicki Minaj (2023)
- The Bench (Joy Society Remix) de Ornette (2024)
- J'suis bleu (la vodka c'est fini) de fred wave

## Au cinéma
Sauf indication contraire, les informations mentionnées dans cette section peuvent être confirmées par le générique de fin de l'œuvre audiovisuelle présentée ici, ainsi que par la base de données cinématographiques IMDb,  présente dans la section « Liens externes ».
- 2013 : Iron Man 3 de Shane Black - générique d'ouverture du film.
- 2014 : Mommy de Xavier Dolan - bande originale
- 2017 : Les Schtroumpfs et le Village perdu de Kelly Asbury

## Classement par pays
| Classement (1998-2000)                     | Meilleure position |
| ------------------------------------------ | ------------------ |
| Allemagne (Media Control Chart)            | 1                  |
| Australie (ARIA)                           | 1                  |
| Autriche (Ö3 Austria Top 40)               | 1                  |
| Belgique (Flandre) Classement single       | 1                  |
| Belgique (Wallonie) Classement single      | 2                  |
| Canada (Hot 100)                           | 1                  |
| Danemark Classement single                 | 1                  |
| États-Unis (Billboard Hot 100)             | 6                  |
| États-Unis (Billboard Hot Dance Club Play) | 6                  |
| États-Unis (Billboard Latin Pop Airplay)   | 16                 |
| États-Unis (Billboard Rhythmic Top 40)     | 4                  |
| États-Unis (Billboard Top 40 Mainstream)   | 2                  |
| Europe (Hot 100)                           | 1                  |
| Finlande Classement single                 | 1                  |
| France (SNEP)                              | 1                  |
| Irlande Irish Singles Chart                | 1                  |
| Nouvelle-Zélande (RIANZ)                   | 1                  |
| Norvège Classement single                  | 1                  |
| Pays-Bas (Dutch Top 40)                    | 1                  |
| Royaume-Uni (UK Singles Chart)             | 1                  |
| Suède (Sverigetopplistan)                  | 1                  |
| Suisse (Swiss Singles Chart)               | 1                  |

| Fin d'année (1999)                    | Position |
| ------------------------------------- | -------- |
| Australie Classement single           | 3        |
| Autriche Classement single            | 4        |
| Belgique (Flandre) Classement single  | 4        |
| Belgique (Wallonie) Classement single | 6        |
| Pays-Bas Dutch 40 Classement single   | 7        |
| France Classement single              | 4        |
| Royaume-Uni Classement single         | 2        |
| Suisse Classement single              | 2        |
| Fin d'année (2000)                    | Position |
| États-Unis Billboard (Hot 100)        | 49       |

| Pays        | Certification | Date             | vente     |
| ----------- | ------------- | ---------------- | --------- |
| Australie   | 3 × Platine   | 1999             | 210,000   |
| Autriche    | Platine       | 24 août 1999     | 30,000    |
| Canada      | Or            | 25 avril 2000    | 50,000    |
| Finlande    | Or            | 1999             | 7,957     |
| France      | Diamant       | 10 novembre 1999 | 750,000   |
| Allemagne   | 5 × Or        | 1999             | 1,000,000 |
| Pays-Bas    | Or            | 1999             | 40,000    |
| Suède       | 3 × Platine   | 8 octobre 1999   | 60,000    |
| Suisse      | 2 × Platine   | 1999             | 100,000   |
| Royaume-Uni | Platine       | 8 octobre 1999   | 600,000   |

## Vidéo musicale
Le clip vidéo accompagnant filmé en juin 1998. par BlissCoMedia, une division d'infographie de Bliss Corporation, connue à l'époque où la vidéo a été produite et publiée sous le nom de BlissMultiMedia.
Comme la plupart des clips de la Bliss Corporation, celui-ci a été réalisé dans un studio de garage à écran vert chez BlissCoMedia,, et il présentait des graphiques générés par ordinateur qui ont été réalisés dans 3ds Max. Avec très peu de ressources, de tutoriels et de livres, et une seule machine de montage, la vidéo a été réalisée entre 1998 et 1999 dans un garage en deux à trois mois environ.
Davide La Sala, ancien employé de BlissCo, a parlé de l'élaboration de l'histoire de la vidéo : « Nous avons eu des séances de brainstorming et nous étions une équipe très imaginative, de grands fans de films de science-fiction et de jeux vidéo : « Blade Runner », « Star Wars », etc. Nous étions passés maîtres dans l'art de faire de notre mieux et de travailler avec les quelques outils dont nous disposions pour créer des histoires courtes complètes dans un laps de temps très court. »
Comme pour les autres clips de BlissCo, cinq personnes ont travaillé sur ce clip. Les images sur fond vert ont été réalisées en peu de temps, et certaines d'entre elles ont été placées dans un environnement 3D généré par ordinateur, tandis que des éléments du groupe ont également été filmés. La Sala a déclaré : « Nous étions très flexibles, mais chaque membre de l'équipe avait ses propres compétences, qui étaient davantage orientées vers les animations graphiques, la conception et le montage, d'autres plus compétentes en conception architecturale et moi-même et le PDG, experts en animation. »
La vidéo a été répertoriée dans la liste des « 50 pires clips musicaux de tous les temps » de « NME ».

### Synopsis
La vidéo se déroule sur Tukon4, où le chanteur Jeffrey Jey est enlevé par des extraterrestres de couleur bleue Zorotl et Sayok6 lors d'un concert.